# 服部文祥
服部 文祥（はっとり ぶんしょう、旧姓・村田、1969年 - ）は、日本の登山家、著述家。神奈川県横浜市出身。1994年、東京都立大学フランス文学科卒業。山岳雑誌『岳人』の編集部員。
「山に対してフェアでありたい」という考えから、いつ死ぬかわからない山に住む生き物達と対等の関係で向き合う「サバイバル登山」と自ら名付けた登山を実践する。食料を現地調達し、装備を極力廃した登山スタイル。

## 経歴
1969年横浜生まれ。1994年、東京都立大学フランス文学科とワンダーフォーゲル部卒。
大学時代からオールラウンドに登山を始める。1996年にカラコルム山脈のK2登頂、1997年の冬から黒部横断を行い、黒部別山や剱岳東面、薬師岳東面の初登攀など、国内外に複数の登山記録がある。
登山以外の活動では海外自転車旅行などを行っている。1992年のシルクロード陸路旅行、1994年のデリー - コモリン岬（インド）の自転車旅行、1997年のハノイ - ホーチミン（ベトナム）、1998年のマダガスカル周遊、南北アイルランド周遊。
1996年から山岳雑誌「岳人」編集部に参加。1999年から長期山行に装備と食料を極力持ち込まず、食料を現地調達するサバイバル登山を始める。そのスタイルで南アルプス・大井川～三峰川、八幡平・葛根田川～大深沢、白神山地、会津只見、下田川内、日高全山、北アルプス縦断、南アルプス縦断など日本の主な山域を踏破。それらの記録と半生をまとめた山岳ノンフィクション『サバイバル登山家』を出版した。
フリークライミング、沢登り、山スキー、アルパイン・クライミングなど登山全般を実践する一方、近年は毛針釣り、魚突き、山菜・キノコなど獲物系の野遊びの割合が増え、2005年からは狩猟も始める。
2010年、南アルプス聖沢の滝で20m滑落し、その模様がTBS「情熱大陸」で放送された。2012年には趣味で行う中距離走で全日本マスターズ陸上に参加し、40歳以上800m競走の部でタイムは2分05秒09で優勝。
2013年、北東シベリアのエリギギトギン湖へ固有種のイワナを釣りに行く。旅の模様がNHK「地球アドベンチャー 冒険者たち」で放送された。
2015年現在、山岳雑誌「岳人」誌上で自身の活動を報告する「今夜も焚き火をみつめながら」を連載中。他に「本の雑誌」や「Fielder」で連載を行っている。
「情熱大陸」等のテレビ番組において「栗城君や野口君は市民ランナー」「登山家として3.5流」「野口君もアルピニストと言うけど、本当にアルピニストを目指している人を侮辱している」と論じて話題になった。

### 主な登山歴
- 1993年3 - 4月：知床半島全山縦走（単独）
- フリーソロ完登。劔岳チンネ・中央チムニー、左稜線　谷川岳一ノ倉沢・烏帽子奥壁・南稜、変形チムニー、滝沢第三スラブ（冬季）、南アルプス三峰川支流岳沢など
- 1996年：標高世界第2位のK2登頂
- 1997年：黒部横断・大滝尾根冬季第二登
- 1998年4月：南アルプス甲斐駒ヶ岳黄蓮谷右俣初滑降（山スキー）
- 2001年正月：黒部横断・北薬師岳東稜冬季初登[注釈 4]
- 2002年：黒部横断・黒部別山中尾根主稜、剱岳八ツ峰II峰北面滝ノ谷下部氷瀑、袖ノ稜冬季初登
- 2005年：北アルプス黒部別山東面主峰ルンゼ初滑降（山スキー）

海外登山は、ウシュルバ（ロシア）・アシニボイン（カナダ）など、スキーツアーでは、カナディアン・ロッキー、オートルート（アルプス）、ヒマラヤ（インド）など。

### 受賞・候補歴
- 2016年、『ツンドラ・サバイバル』で第５回梅棹忠夫・山と探検文学賞受賞
- 2018年、『息子と狩猟に』で第31回三島由紀夫賞候補

## 著書
- 『サバイバル登山家』（みすず書房） 2006.6　ISBN 4-622-07220-3
- 『サバイバル! 人はズルなしで生きられるのか』（ちくま新書） 2008、のちちくま文庫『増補 サバイバル!』 2016.7　ISBN 978-4-480-43369-5
- 『狩猟サバイバル』（みすず書房） 2009.11　ISBN 978-4-622-07500-4
- 『百年前の山を旅する』（東京新聞出版部） 2010.10、のち新潮文庫 2014　ISBN 978-4-10-125321-3

「岳人」の連載記事を書籍化したもの
- 『サバイバル登山入門』（デコ） 2014.12　ISBN 978-4-906-905-09-6
- 『ツンドラ・サバイバル』（みすず書房） 2015.6　ISBN 978-4-622-07918-7
- 『獲物山』（笠倉出版社） 2017.2　ISBN 978-4-7730-5800-0
- 『アーバンサバイバル入門』（デコ） 2017.5　ISBN 978-4-906905-14-0
- 『息子と狩猟に』（新潮社） 2017.6　ISBN 978-4-10-351021-5 - 小説
- 『獲物山2 生命大河論』（笠倉出版社） 2019.5　ISBN 978-4-7730-2624-5
- 『サバイバル家族』（中央公論新社） 2020.9　ISBN 978-4-12-005336-8
- 『あなたは読んだものに他ならない』（本の雑誌社） 2021.2　ISBN 978-4-86011-454-1
- 『お金に頼らず生きたい君へ 廃村「自力」生活記』（河出書房新社、14歳の世渡り術） 2022.10　ISBN 978-4-309-61745-9
- 『北海道犬旅サバイバル』（みすず書房） 2023.9　ISBN 978-4-622-09653-5

### 共著
- 『森と水の恵み』（高桑信一編・共著、みすず書房） 2005.8　ISBN 4-622-07153-3
- 『登山家が愛したルート50』（「岳人」編集部編・共著、東京新聞出版局） 2006.4　ISBN 4-808-30846-0

### 編著
- 『狩猟文学マスターピース』（みすず書房、大人の本棚） 2011年　ISBN 978-4-622-08095-4 C1395
- 『富士の山旅』（河出文庫） 2014年　ISBN 978-4-309-41270-2

## 出演

### テレビ番組
- 情熱大陸（毎日放送、2010年10月31日放送）[7]
- 週刊ブックレビュー（NHK BS2、2010年8月21日放送）書評出演[8]
- 「地球アドベンチャー 冒険者たち 北極圏サバイバル　ツンドラの果ての湖へ ～登山家　服部文祥」（NHK BSプレミアム、2014年1月2日放送）
- 「秘境秋山郷　マタギの里のめぐみ」（長野朝日放送、2014年12月2日
- ［カリギュラ］第一シーズン アマゾンプライムビデオ 東野、鹿を狩るシリーズ
- SWITCHインタビュー 達人達（NHK2018年9月22日、井浦新と対談）
- ヒューマニエンス 〜40億年のたくらみ〜「“スリル”　限界を超える翼」(NHK BSプレミアム 2021年2月4日)
- アドベンチャー魂「サバイバル登山」(BS-TBS 2021年12月21日)[2]

### 映画
- WILL（2024年2月16日公開予定）[9]

### DVD
- 『日本パワースポット巡り 日本聖地浪漫~霊峰・富士　DVD』（コロムビアミュージックエンタテインメント、2010年6月、ASIN B003DRMFP0 富士山の登頂の場面に出演）